# Каракокшинское сельское поселение
Каракокшинское се́льское поселе́ние — муниципальное образование в Чойском районе Республики Алтай Российской Федерации.
Административный центр — село Каракокша.

## География
Граничит с Паспаульским, Ыныргинским и Уйменским сельскими поселениями, а также Чемальским и Майминским муниципальными районами.

## История
Статус и границы сельского поселения установлены Законом Республики Алтай от 13 января 2005 года № 10-РЗ «Об образовании муниципальных образований, наделении соответствующим статусом и установлении их границ».

## Население
| 2010  | 2011  | 2012  | 2013  | 2014  | 2015  | 2016  |
| ----- | ----- | ----- | ----- | ----- | ----- | ----- |
| 1375  | →1375 | ↗1391 | ↗1425 | ↘1411 | ↗1429 | ↘1392 |
| 2017  | 2018  | 2019  | 2020  | 2021  |       |       |
| ↘1366 | ↗1368 | ↘1328 | ↘1307 | ↘1306 |       |       |

## Состав сельского поселения
| № | Населённый пункт | Тип населённого пункта       | Население |
| - | ---------------- | ---------------------------- | --------- |
| 1 | Каракокша        | село, административный центр | ↘1351     |
| 2 | Кузя             | село                         | ↗41       |
| 3 | Большая Кузя     | село                         | →0        |
| 4 | Никольское       | село                         | →0        |

## Местное самоуправление
Главы сельского поселения
- Ольга Алексеевна Сырых
- с 19.03.2023 года — Анна Александровна Гребцова[16]